# Cefdinir
Cefdinir là một kháng sinh cephalosporin thế hệ thứ 3 dùng đường uống, được bán dưới các tên thương mại Cefzon và Omnicef.
Năm 2008, cefdinir, dưới dạng biệt dược Omnicef, là kháng sinh cephalosporin có doanh thu cao nhất ở Hoa Kỳ, với giá trị hơn 585 triệu đô la khi bán lẻ duy nhất đối với dạng generic. Cấu trúc của kháng sinh cephalosporin tương tự như cefixime.
Thuốc này được khám phá bởi công ty Fujisawa Pharmaceutical Co., Ltd. (tên hiện tại là Astellas) và được giới thiệu vào năm 1991 dưới tên thương mại Cefzon. Warner-Lambert sau đó được phép Fujisawa cho tiếp thị kháng sinh cephalosporin này ở thị trường Hoa Kỳ. Abbott được quyền bán biệt dược Omnicef (cefdinir) vào tháng 12 năm 1998 thông qua một thỏa thuận với công ty Warner-Lambert. Biệt dược này được FDA chấp thuận vào ngày 4 tháng 12 năm 1997. Thuốc này có mặt ở Hoa Kỳ dưới tên Omnicef của Abbott Laboratories và ở Ấn Độ dưới tên Cednir của Abbott, Kefnir của Glenmark, Cefdair của Xalra Pharma và Cefdiel của Ranbaxy.

## Chỉ định
Các ứng dụng dược lý của cefdinir bao gồm viêm tai giữa, nhiễm trùng mô mềm, và nhiễm trùng đường hô hấp bao gồm viêm xoang, viêm họng (ghi chú: chưa có ghi nhận sự kháng thuốc của Streptococcus nhóm A đối với penicillin, nên penicillin hay amoxicillin được ưu tiên sử dụng trừ trường hợp bệnh nhân dị ứng penicillin), viêm phổi mắc phải cộng đồng, và đợt cấp viêm phế quản.

## Vi sinh vật nhạy cảm
Cefdinir là một kháng sinh diệt khuẩn thuộc họ cephalosporin. Thuốc có thể được dùng trị nhiễm trùng gây ra bởi các vi khuẩn Gram-âm và Gram-dương.

## Phổ vi khuẩn nhạy cảm và đề kháng
Cefdinir là một kháng sinh phổ rộng và được dùng để trị nhiễm trùng đường hô hấp bao gồm viêm phổi, viêm xoang, và viêm phế quản. Sau đây là dữ liệu nồng độ ức chế tối thiểu đối với vài vi sinh vật quan trọng.
- Haemophilus influenzae: 0.05 - 4 μg/ml
- Streptococcus pneumoniae: 0.006 - 64 μg/ml
- Streptococcus pyogenes: ≤0.004 - 2 μg/ml

## Phản ứng phụ
Các phản ứng phụ bao gồm tiêu chảy, nhiễm trùng âm đạo, nôn ói, nhức đầu và đau bụng."

## Dạng sử dụng
Cefdinir dùng đường uống. Thuốc được bào chế dưới dạng viên nang và siro. Liều dùng, mật độ và thời gian thay đổi tùy theo các dạng nhiễm trùng.

## "Máu" trong phân
Dạng sử dụng cho trẻ em của cefdinir có thể gắn vào sắt trong đường tiêu hóa; trong những case hiếm, nó gây hình ảnh rỉ sắt hay mất màu phân. Thông thường máu thường có màu nâu đen hoặc đen trong phân, và xét nghiệm có thể xác định điều này. Nếu phân màu đỏ đi kèm với đau bụng, sụt cân, tiêu chảy, vv, đó có thể là dấu hiệu của một trường hợp nhiễm trùng do Clostridium difficile. Đặc biệt chú ý khi dùng cho bệnh nhi dưới dạng bột khô; và cần trộn kỹ trước khi dùng.

## Tổng hợp

Cefdinir synthesis: Improved prepn:

Acyl hóa amin thứ 1 với 4-bromo-3-oxobutanoyl bromide (2) leads to the amide (3). The active methylene group in that product is then nitrosated with natri nitrit; the initial product spontaneously tautomerizes to afford the oxime (4). The bromoketone array in that intermediate constitutes a classical starting function for construction of thiazoles. Reaction of 4 with thiourea thus leads to formation of an aminothiazole moiety. Thus there is obtained the antibiotic cefdinir (5).